# Proctophantasta
Proctophantasta (лат.) — род клопов из семейства древесных щитников. Юго-Восточная Азия.

## Описание
Длина тела менее 1 см. От близких родов отличается следующими признаками: усики 5-сегментные, у самцов 7-й брюшной стернит на заднебоковом конце разделён на удлинённые отростки, часто изогнутые; у самок 7-й брюшной стернит с подобными, но довольно короткими отростками; мезостернальный киль редко больше, чем приподнятый срединный гребень; брюшной шип слабо развит, обычно трудно обнаружить, а когда хорошо развит, редко достигает середины задних тазиков; отверстие ароматической железы очень короткое, резко сужающееся дистально. Этот род считается уникальным и специализированным, так как длинные отростки седьмого стернита у самцов — это особенность, не встречающаяся больше нигде в семействе Acanthosomatidae. Слабо развитые или отсутствующие грудные и брюшные кили в этом роде являются специализированными признаками. Лапки состоят из двух сегментов. Щитик треугольный и достигает середины брюшка, голени без шипов.

## Классификация
В состав рода включают 5 видов.
- Proctophantasta colax Breddin, 1903
- Proctophantasta diabolus Breddin, 1903
- Proctophantasta forficuloides Distant, 1906
- Proctophantasta pseustes Breddin, 1903
- Proctophantasta satanas Breddin, 1903